# Fitjar
Fitjar és un municipi situat al comtat de Vestland, Noruega. Té 3.140 habitants (2016) i la seva superfície és de 142,44 km². El centre administratiu del municipi és el poble homònim.
L'illa i municipi de Fitjar es troba al sud del Selbjørnsfjorden, a l'oest de l'estret de Langenuen i a l'est de l'illa de Bømlo. El municipi inclou més de 350 illes, tot i que la majoria estan deshabitades. La majoria dels residents viuen a l'illa de Stord, la part nord de la qual és part de Fitjar. L'illa i municipi d'Austevoll es troba al nord, a través del fiord, i l'illa i municipi de Tysnes es troba a l'altre costat de l'estret de Langenuen, i l'illa municipi de Bømlo es troba a l'oest.